# Metropolia Salta
Metropolia Salta – metropolia rzymskokatolicka w Argentynie utworzona 20 kwietnia 1934 roku.

## Diecezje wchodzące w skład metropolii
- Archidiecezja Salta
  - Diecezja Catamarca
  - Diecezja Jujuy
  - Diecezja Orán
  - Prałatura terytorialna Cafayate
  - Prałatura terytorialna Humahuaca

## Biskupi
- Metropolita: abp Mario Antonio Cargnello (od 1999) (Salta)
- Sufragan: bp Luis Urbanč (od 2007) (Catamarca)
- Sufragan: bp César Daniel Fernández (od 2012) (Jujuy)
- Sufragan: bp Luis Antonio Scozzina (od 2018) (Orán)
- Sufragan: bp Dario Rubén Quintana (od 2022) (Cafayate)
- Sufragan: bp Florencio Paredes Cruz CRL (od 2019) (Humahuaca)

## Główne świątynie
- Archikatedra św. Jana Chrzciciela w Salta
- Bazylika i Konwent św. Franciszka w Salta
- Bazylika katedralna Matki Boskiej z Doliny w Catamarca
- Bazylika katedralna Najświętszego Zbawiciela w San Salvador de Jujuy
- Bazylika św. Franciszka w San Salvador de Jujuy
- Katedra św. Rajmunda w Orán
- Katedra Matki Boskiej Różańcowej w Cafayate
- Katedra Matki Boskiej z Candelaria w Humahuaca